# 新オーストリアトンネル工法
新オーストリアトンネル工法（しんオーストリアトンネルこうほう、New Austrian Tunneling Method, NATM（ナトム））は、主に山岳部におけるトンネル工法のひとつ。掘削部分にコンクリートを吹き付けて迅速に硬化させ、岩盤とコンクリートとを固定するロックボルトを岩盤奥深くにまで打ち込み、地山自体の保持力を利用してトンネルを保持する理論および実際の工法である。
NATMは長大山岳トンネルが多数建設されているオーストリアで、1960年代に同国のトンネル技術者のラディスラウス・フォン・ラブセビッツ、レオポルド・ミュラー、フランツ・パッヒャーらの3人が提唱した。日本では熊谷組が導入して1970年代から施工されるようになった。当初は固い岩盤を持つ山岳のトンネル施工に用いられたが、現在は多種の関連工法と併せて軟弱地盤や都市部でも用いる。

## 概要
トンネルは土や岩盤の圧力の地圧が高くなるほど崩壊する危険性が高まる。従来の山岳トンネルは、トンネル壁面に骨組みとなる支保工を組み、掘削した壁面との隙間に木板や鉄板の矢板を挟み、完成形となる覆工コンクリートを打設するまで掘削した断面を支持していた。しかしながら従来の支保工では強大な地圧には対抗し得ず、完全には落盤事故を防ぐことができなかった。日本においては膨張性地圧による支保工の変形に悩まされた上越新幹線の中山トンネルにて本格的に採用された。
本工法は、地圧を利用して周囲の地層を一体化することでトンネル掘削断面および掘削面双方の安定性を得ている。

### 工法例
1. ダイナマイトによる発破や機械などで掘削し、土砂を外部へ排出する[2]。必要に応じて支保工を作る場合がある。
2. 速やかにコンクリートを吹き付け壁面を固める[2]。
3. コンクリートから地山内部へ向け、トンネル中心部から放射状に穴を開けてロックボルトを打ち込む[2]。ロックボルトと吹き付けたコンクリートで、トンネル壁面と地山とが一体となって強度を得る。
4. 覆工コンクリートによってトンネル壁面を仕上げる。

### 長所
- 機械化された部分が多く、少人数で施工できる[2]。
- 汎用性が高く、補助工法との組み合わせで様々な地質に対応できる。
- 大断面のトンネルにも対応が容易である。

### 短所
- 吹き付けコンクリートやロックボルト打設のために専用の機器が必要で、運用設備が大がかりになる[2]。
- 吹き付けコンクリートが剥がれやすい地質などでは、従来工法の方がより確実なケースもある[2]。

### 関連工法
アンブレラ工法
都市部など土被りの薄い場所ではロックボルトを使用できないため、替わって施工面の周囲に折りたたみの傘のように多数の鋼管を打ち込み、ここからウレタン等を周囲に染み出させて地質を改良する工法。
CD (Center Diaphragm)・CRD (Cross Diaphragm) 工法
都市部におけるNATM工法の変形手法。いずれもトンネル上部の沈下を低減する掘削手法である。CD工法はトンネルの計画断面に対し中間に垂直に隔壁を入れ縦に縦半分を上から順に掘削し、続いて残り半分を同様に上から順に掘削して最後に中壁を取り除いて全断面とする工法である。CRD工法も同様に計画断面中間に縦隔壁を挿入するがCD工法とは違い縦半分を掘削する代わりに上半分を隔壁を残したまま掘削する手法である。CD工法の初採用は町田市道の真米トンネル、CRD工法の初採用は東葉高速鉄道の習志野台トンネルである。

## NATMによる施工例
山岳部のみならず都市部の地下でもNATMは補助工法と組み合わせて活用されており、さらには地下発電所の建設など地下の大規模空間の構築においても活用されている。

### 鉄道トンネル

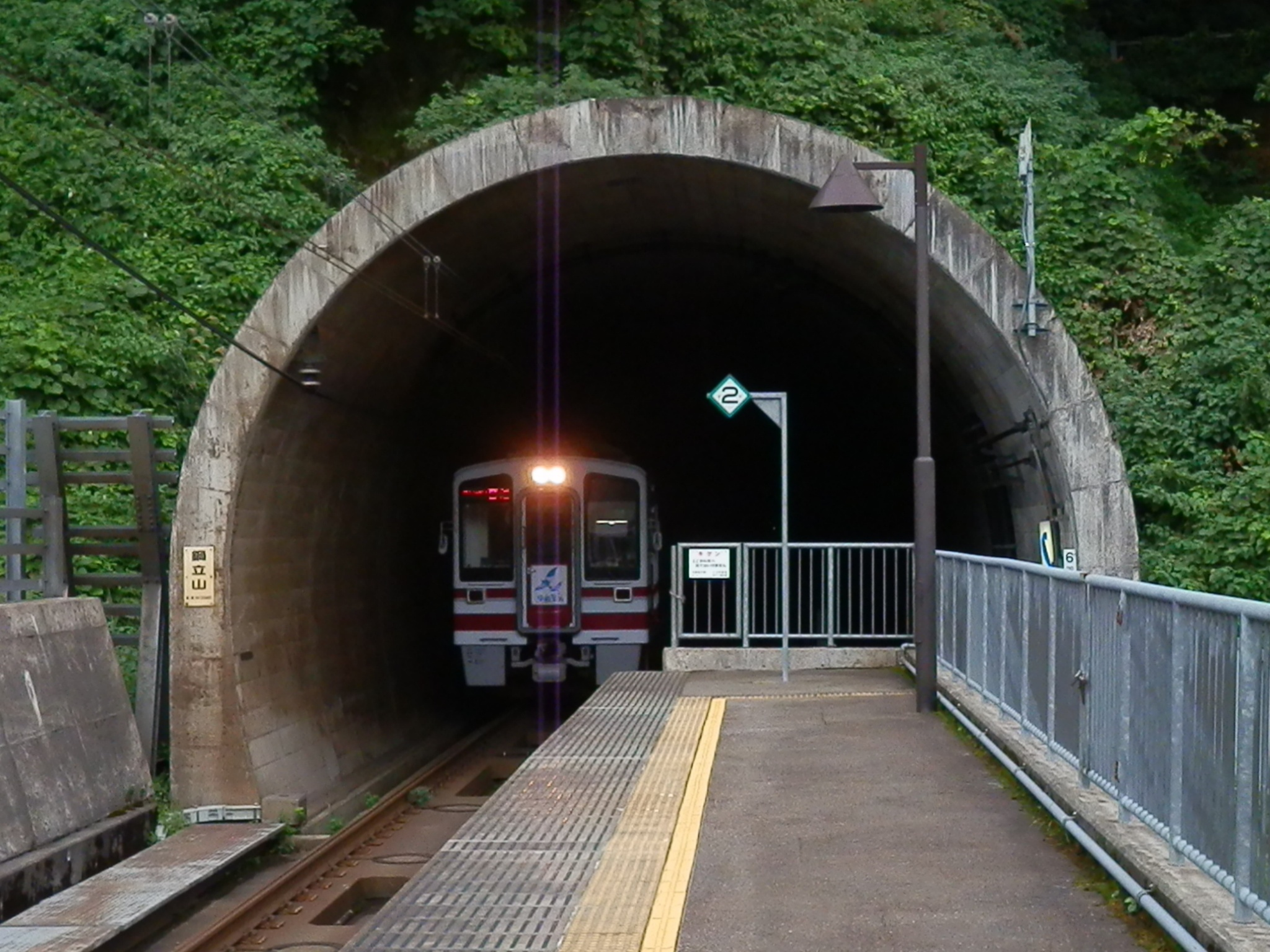
北越急行ほくほく線 鍋立山トンネル

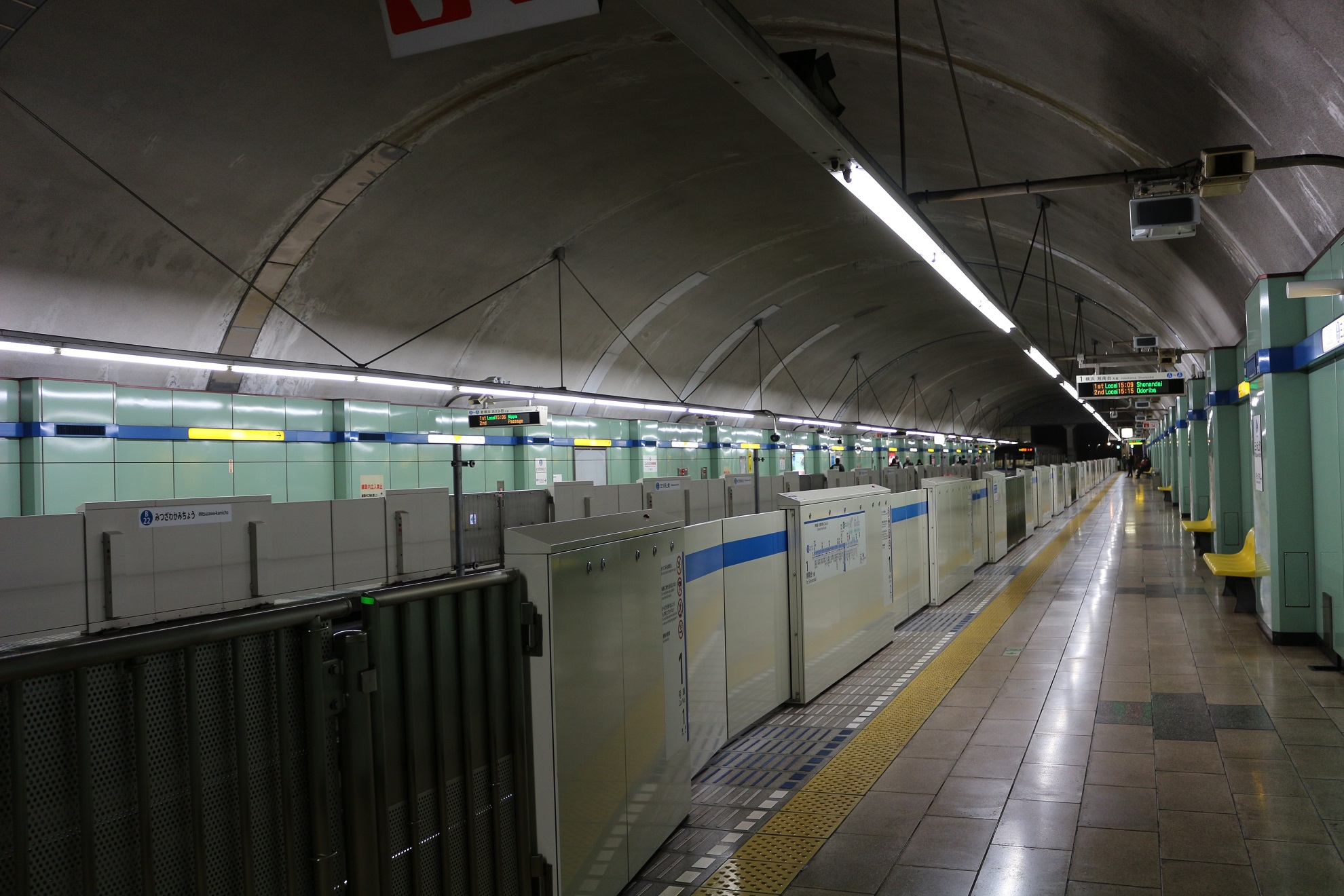
横浜市営地下鉄 三ツ沢上町駅

北越急行ほくほく線・鍋立山トンネル
着工から完成まで、国鉄再建に伴う中断を挟んで22年もの歳月を要した難工事で知られており、鍋立山の地質は、この工法での掘削をいとも簡単にはねつけてしまった。
この青函トンネルや英仏海峡トンネルを凌ぐ難工事は、世界のトンネル技術者の間でも有名である。
上越新幹線・中山トンネル
日本で初めて、部分的ながらNATM工法を採用した。なお、同トンネルは異常出水により線形変更を余儀なくされたが、当該区間は在来工法での施工であり、この失敗がNATMの本格採用へと繋がったともいわれる。
会津鉄道会津線・向山トンネル、大戸トンネル
札幌市営地下鉄東豊線・月寒トンネル
武蔵野線 (武蔵野南線)・生田トンネル
土讃線・大豊トンネル
横浜市営地下鉄ブルーライン・三ツ沢下町駅・三ツ沢上町駅・岸根トンネル
民有地の下を通過する計画だったことで反対運動が起こり、なるべく道路の下を通るように迂回して建設された。
北陸新幹線・碓氷峠トンネル
東北新幹線・岩手トンネル（現・岩手一戸トンネル）
北神急行電鉄・北神トンネル
東葉高速鉄道・習志野台トンネル
仙台市地下鉄
福岡市交通局（福岡市地下鉄）
京都市営地下鉄・東山トンネル
九州新幹線・薩摩田上トンネル、麦生田トンネル
東急電鉄東横線 横浜 - 反町間のトンネル
横浜高速鉄道みなとみらい線
近畿日本鉄道けいはんな線・生駒トンネル・東生駒トンネル・白庭トンネル・北大和トンネル

### 道路トンネル

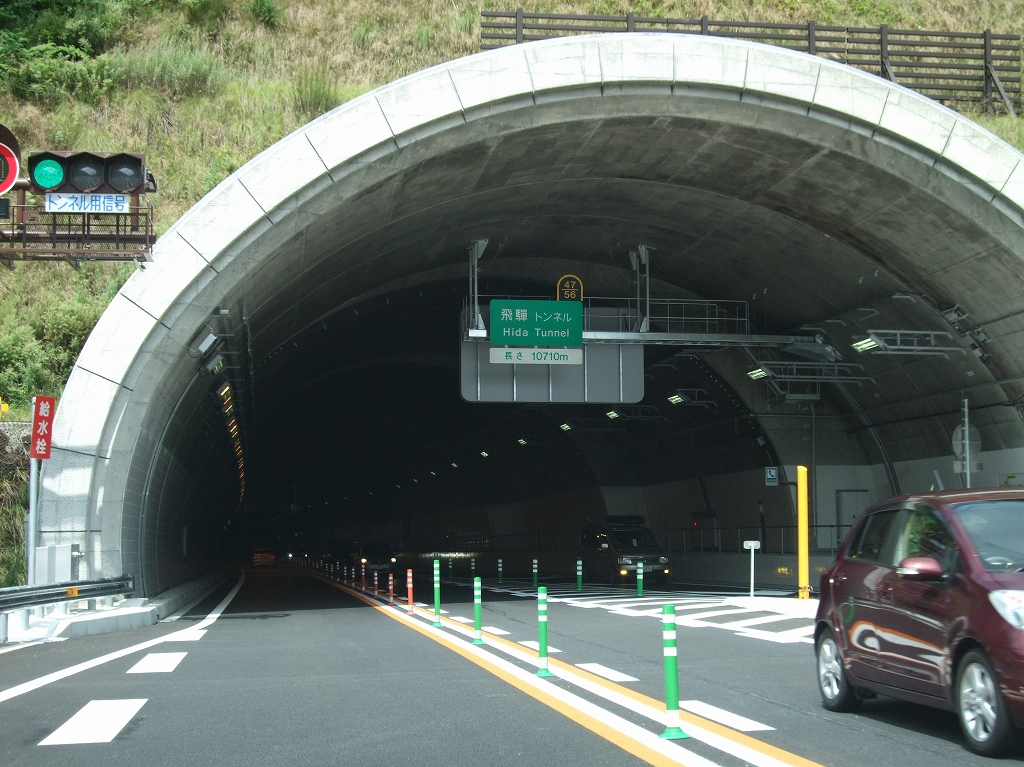
東海北陸道 飛驒トンネル

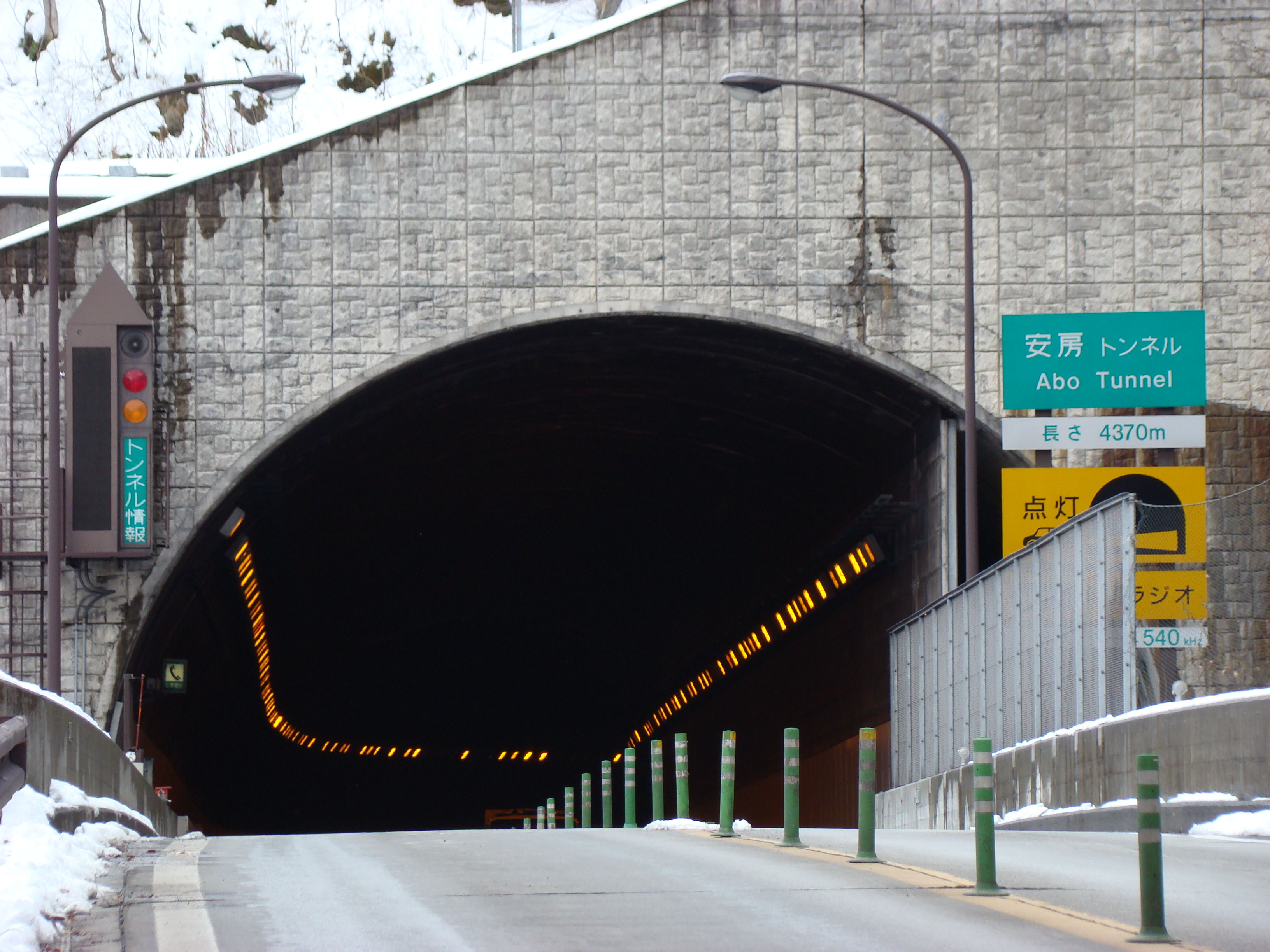
安房峠道路 安房トンネル

阪神高速神戸山手線・神戸長田トンネル
北側区間（北神戸線寄り）はNATMで建設されたが、南側区間（神戸長田出入口寄り）は土被りが15 - 45 mと非常に浅く、また神戸長田付近は低湿地帯であるためアンブレラ工法などを駆使しての難工事であった。
首都高速中央環状線・飛鳥山トンネル

首都圏中央連絡自動車道・青梅トンネル
上下水道管などのライフラインの埋設管の存在や騒音対策などにより、2層構造の大断面トンネルで世界で初めてのNATMでの掘削が行われた。
名古屋高速東山線・東山トンネル
伊勢自動車道・多気トンネル
東海北陸自動車道・飛驒トンネル
中部縦貫自動車道・安房トンネル
新名神高速道路・鈴鹿トンネル
九州自動車道・肥後トンネル
瀬戸中央自動車道/本四備讃線・鷲羽山トンネル
国道140号雁坂トンネル

国道274号・稲里トンネル
北海道で最初にNATM工法で建設された道路トンネル。
国道289号駒止バイパス・駒止トンネル
グリーンタフと呼ばれる軟弱な地質があったため、工事途中の1977年9月より、道路トンネルでは日本初となるNATMでの掘削を開始。
朝日トンネル (茨城県)

## 参考書籍・文献
- 『トンネルものがたり―技術の歩み』 横山 章/須賀 武/下河内 稔 （著）吉村 恒 (監修)、山海堂、2001年、ISBN 9784381014375
- 『NATMの理論と実際』 高山昭 監修 /「トンネルと地下」編集委員会 編、土木工学社、1983年、ISBN 9784886240590
- 『NATM工法の調査・設計から施工まで(現場技術者のための土と基礎シリーズ12)』 NATM工法の調査・設計から施工まで編集委員会 編、土質工学会、1986年、ISBN 9784886445117
- 『ロックメカニクス』日本材料学会 編、技報堂出版、2002年、ISBN 9784765516280
- 『地山安定のアンカー工法 NATMのより良き理解のために』 メルムート・ハーベニヒト 著 / 濱 建介・横山 章・松尾昭吾・天野禮二 監訳、鹿島出版会、1988年、ISBN 9784306021099
- 『都市トンネルにおけるNATM』 桜井春輔・足立紀尚 共編、鹿島出版会、1988年、ISBN 9784306022706
- 『都市NATMとシールド工法との境界領域―設計法の現状と課題 (トンネル・ライブラリー8)』 土木学会 編、土木学会、1996年、ISBN 9784810601664
- 『都市NATMとシールド工法との境界領域―荷重評価の現状と課題 (トンネル・ライブラリー13) 』 土木学会 編、土木学会、2004年、ISBN 9784810604108
- 『NATMの設計と施工実例集1』 日本トンネル技術協会、土木工学社、1980年
- 『NATMの設計と施工実例集2』 日本トンネル技術協会、土木工学社、1981年
- 『NATM補助工法選定マニュアル研究報告書』 山岳工法小委員会補助工法幹事会 編、日本トンネル技術協会、1992年
- 『NATMにおける二次覆工の設計施工に関する調査研究報告書』 NATM二次覆工対策特別小委員会 編、日本トンネル技術協会、1983年
- 『NATMの計測指針に関する調査研究調査報告書(計測指針案編)』 NATM計測特別小委員会 編、日本トンネル技術協会、1983年
- 『NATMの計測指針に関する調査研究報告書(実態集計編)』 NATM計測特別小委員会 編、日本トンネル技術協会、1983年
- 『NATMの合理的施工法の研究報告書』 NATM合理的施工法特別小委員会 編、日本トンネル技術協会、1983年
- 『NATMにおける事前調査のあり方に関する研究報告書』 事前調査特別小委員会 編、日本トンネル技術協会、1983年
- 『硬岩NATMにおける二次覆工の設計施工に関する調査研究報告書』 NATM二次覆工特別小委員会 編、日本トンネル技術協会、1982年
- 『ロックボルト・吹付けコンクリート工法(NATM)の合理的施工法の調査研究報告書』 膨張性地山対策特別小委員会 編、日本トンネル技術協会、1980年
- 『NATMの計測指針に関する調査研究報告書』 NATM計測特別小委員会 編、日本トンネル技術協会、1979年
- 『膨張性地山における鉄道トンネルのNATMの適応性に関する文献資料の調査研究報告書』 山岳トンネル高速施工小委員会 編、日本トンネル技術協会、1978年
- 『膨張性地山における鉄道トンネルのNATMの適応性に関する調査研究報告書』 山岳トンネル高速施工小委員会 編、日本トンネル技術協会、1978年
- 『膨張性地山における鉄道トンネルのNATMの適応性に関する文献資料の調査研究報告書』 山岳トンネル高速施工小委員会 編、日本トンネル技術協会、1977年
- 『温泉余土地帯における鉄道トンネルのNATMの適応性に関連する文献資料の調査研究報告書』 施工技術委員会 編、日本トンネル技術協会、1976年